# Campeonato Mundial de Balonmano Masculino de 1967
El VI Campeonato Mundial de Balonmano Masculino se celebró en Suecia entre el 12 y el 21 de enero de 1967 bajo la organización de la Federación Internacional de Balonmano (IHF) y la Federación Sueca de Balonmano.

## Primera fase

### Grupo A
| Equipo     | J | G | E | P | G+ | G- | DG  | PTS |
| ---------- | - | - | - | - | -- | -- | --- | --- |
| Yugoslavia | 3 | 3 | 0 | 0 | 69 | 45 | +24 | 6   |
| Suecia     | 3 | 2 | 0 | 1 | 62 | 53 | +9  | 4   |
| Polonia    | 3 | 1 | 0 | 2 | 53 | 66 | -13 | 2   |
| Suiza      | 3 | 0 | 0 | 3 | 45 | 65 | -20 | 0   |

- Resultados

| Fecha | Partido    | Partido | Partido | Resultado |
| ----- | ---------- | ------- | ------- | --------- |
| 12.01 | Suecia     | -       | Polonia | 26-16     |
| 12.01 | Yugoslavia | -       | Suiza   | 26-11     |
| 13.01 | Suecia     | -       | Suiza   | 19-16     |
| 13.01 | Yugoslavia | -       | Polonia | 22-17     |
| 15.01 | Yugoslavia | -       | Suecia  | 21-17     |
| 15.01 | Polonia    | -       | Suiza   | 20-19     |

### Grupo B
| Equipo  | J | G | E | P | G+ | G- | DG  | PTS |
| ------- | - | - | - | - | -- | -- | --- | --- |
| RFA     | 3 | 3 | 0 | 0 | 89 | 66 | +23 | 6   |
| Hungría | 3 | 2 | 0 | 1 | 68 | 65 | +3  | 4   |
| Japón   | 3 | 1 | 0 | 2 | 73 | 85 | -12 | 2   |
| Noruega | 3 | 0 | 0 | 3 | 44 | 58 | -14 | 0   |

- Resultados

| Fecha | Partido | Partido | Partido | Resultado |
| ----- | ------- | ------- | ------- | --------- |
| 12.01 | RFA     | -       | Noruega | 22-16     |
| 12.01 | Hungría | -       | Japón   | 30-25     |
| 13.01 | RFA     | -       | Japón   | 38-27     |
| 13.01 | Hungría | -       | Noruega | 15-11     |
| 15.01 | RFA     | -       | Hungría | 29-23     |
| 15.01 | Japón   | -       | Noruega | 21-17     |

### Grupo C
| Equipo  | J | G | E | P | G+ | G- | DG  | PTS |
| ------- | - | - | - | - | -- | -- | --- | --- |
| Rumania | 3 | 2 | 1 | 0 | 56 | 30 | +26 | 5   |
| URSS    | 3 | 2 | 0 | 1 | 63 | 41 | +22 | 4   |
| RDA     | 3 | 1 | 1 | 1 | 68 | 42 | +26 | 3   |
| Canadá  | 3 | 0 | 0 | 3 | 18 | 92 | -74 | 0   |

- Resultados

| Fecha | Partido | Partido | Partido | Resultado |
| ----- | ------- | ------- | ------- | --------- |
| 12.01 | Rumania | -       | RDA     | 14-14     |
| 12.01 | URSS    | -       | Canadá  | 28-9      |
| 13.01 | Rumania | -       | Canadá  | 27-3      |
| 13.01 | URSS    | -       | RDA     | 22-17     |
| 15.01 | Rumania | -       | URSS    | 15-13     |
| 15.01 | RDA     | -       | Canadá  | 37-6      |

### Grupo D
| Equipo         | J | G | E | P | G+ | G- | DG  | PTS |
| -------------- | - | - | - | - | -- | -- | --- | --- |
| Checoslovaquia | 3 | 3 | 0 | 0 | 72 | 34 | +38 | 6   |
| Dinamarca      | 3 | 2 | 0 | 1 | 50 | 38 | +12 | 4   |
| Francia        | 3 | 1 | 0 | 2 | 34 | 41 | -7  | 2   |
| Túnez          | 3 | 0 | 0 | 3 | 23 | 66 | -40 | 0   |

- Resultados

| Fecha | Partido¹       | Partido¹ | Partido¹  | Resultado |
| ----- | -------------- | -------- | --------- | --------- |
| 12.01 | Checoslovaquia | -        | Francia   | 25-10     |
| 12.01 | Dinamarca      | -        | Túnez     | 27-6      |
| 13.01 | Checoslovaquia | -        | Túnez     | 23-10     |
| 13.01 | Dinamarca      | -        | Francia   | 9-8       |
| 15.01 | Checoslovaquia | -        | Dinamarca | 24-14     |
| 15.01 | Francia        | -        | Túnez     | 16-7      |

## Fase final

### Cuartos de final
| Fecha | Partido   | Partido | Partido        | Resultado |
| ----- | --------- | ------- | -------------- | --------- |
| 17.01 | Dinamarca | -       | Yugoslavia     | 14-13     |
| 17.01 | RFA       | -       | URSS           | 16-19     |
| 17.01 | Suecia    | -       | Checoslovaquia | 11-18     |
| 17.01 | Hungría   | -       | Rumania        | 19-20     |

### Partidos de clasificación
5.º a 8.º lugar
| Fecha | Partido    | Partido | Partido | Resultado |
| ----- | ---------- | ------- | ------- | --------- |
| 18.01 | Yugoslavia | -       | RFA     | 30-31     |
| 18.01 | Hungría    | -       | Suecia  | 19-21     |

Séptimo lugar
| Fecha | Partido¹   | Partido¹ | Partido¹ | Resultado |
| ----- | ---------- | -------- | -------- | --------- |
| 20.01 | Yugoslavia | -        | Hungría  | 24-20     |

- (¹) – En Eskilstuna.

Quinto lugar
| Fecha | Partido¹ | Partido¹ | Partido¹ | Resultado |
| ----- | -------- | -------- | -------- | --------- |
| 20.01 | Suecia   | -        | RFA      | 24-22     |

- (¹) – En Eskilstuna.

### Semifinales
| Fecha | Partido¹       | Partido¹ | Partido¹ | Resultado |
| ----- | -------------- | -------- | -------- | --------- |
| 19.01 | Checoslovaquia | -        | Rumania  | 19-17     |
| 19.01 | Dinamarca      | -        | URSS     | 17-12     |

- (¹) – En Västerås.

### Tercer lugar
| Fecha | Partido¹ | Partido¹ | Partido¹ | Resultado |
| ----- | -------- | -------- | -------- | --------- |
| 21.01 | URSS     | -        | Rumania  | 19-21     |

- (¹) – En Västerås.

### Final
| Fecha | Partido¹       | Partido¹ | Partido¹  | Resultado |
| ----- | -------------- | -------- | --------- | --------- |
| 21.01 | Checoslovaquia | -        | Dinamarca | 14-11     |

- (¹) – En Västerås.

## Medallero
|                |           |         |
| Checoslovaquia | Dinamarca | Rumanía |

## Estadísticas

### Clasificación general
| 1. Checoslovaquia |
| 2. Dinamarca      |
| 3. Rumania        |
| 4. URSS           |
| 5. Suecia         |
| 6. RFA            |
| 7. Yugoslavia     |
| 8. Hungría        |
| 9. RDA            |
| 10. Francia       |
| 11. Japón         |
| 12. Polonia       |
| 13. Noruega       |
| 14. Suiza         |
| 15. Túnez         |
| 16. Canadá        |

### Máximos goleadores
| N.º | Nombre               | País       | Goles |
| --- | -------------------- | ---------- | ----- |
| 1   | Herbert Lübking      | RFA        | 38    |
| 1   | Hans-Günther Schmidt | RFA        | 38    |
| 1   | Josip Milkovič       | Yugoslavia | 38    |